# Кобеляцкий, Алексей Иванович
Алексей Иванович Кобеляцкий (1862—1907) — товарищ министра путей сообщения Российской империи (1907), действительный статский советник.

## Биография
Из потомственных дворян Черниговской губернии. Сын коллежского советника Ивана Алексеевича Кобеляцкого и жены его Веры Ивановны Посудевской.
Окончил Киевскую 1-ю гимназию (1880) и университет Св. Владимира со степенью кандидата, золотой медалью и Пироговской премией (1885).
По окончании университета поступил на службу в департамент торговли и мануфактур Министерства финансов канцелярским чиновником, после чего постепенно занимал должности помощника столоначальника, столоначальника и с 10 ноября 1890 года и. д. начальника отделения. 30 сентября 1891 года был назначен членом и делопроизводителем комиссии по участию России на Всемирной выставке в Чикаго, в 1893 году был командирован на выставку для устройства русского отдела. В том же году был назначен представителем от Министерства финансов в комиссию, образованную при Министерстве путей сообщения, для выработки мер, регулирующих отношения рабочих и подрядчиков при строительных работах, и в комиссию, учрежденную при Министерстве народного просвещения, для пересмотра льгот по образованию при отбытии воинской повинности. С 31 мая 1894 по 2 ноября 1896 года исполнял обязанности управляющего делами комиссии для составления проекта Положения об устройстве и содержании промышленных заведений и складов. Составил ряд справочников по фабричному законодательству. В 1896 году был назначен секретарем Всероссийского торгово-промышленного съезда в Нижнем Новгороде.
С 16 января 1898 был переведен на службу в Государственную канцелярию, в отделение государственной экономии по сметной части, а 15 декабря того же года назначен старшим делопроизводителем канцелярии. 21 декабря 1899 года назначен исправляющим должность помощника статс-секретаря Государственного совета, а 27 марта 1901 года — помощником статс-секретаря. 10 декабря 1904 года назначен и. д. статс-секретаря департамента государственной экономии, 1 января 1905 года пожалован чином действительного статского советника, а 16 декабря того же года утвержден в должности. Наконец, 2 мая 1906 года назначен статс-секретарем Государственного совета, а 28 октября того же года — управляющим отделением государственной экономии Государственной канцелярии. Кроме того, в 1904 году был назначен заведовать делопроизводством Особого совещания под председательством графа Д. М. Сольского по обеспечению судьбы осиротевших в войну с Японией детей офицерских и нижних чинов, а в 1903—1907 годах заведовал делопроизводством Особого совещания об ассигновании кредитов, вызываемых военными обстоятельствами.
6 апреля 1907 года именным Высочайшим указом назначен товарищем министра путей сообщения, в каковой должности и умер в 1907 году. Похоронен на Никольском кладбище Александро-Невской лавры.
Был женат, его сын Игорь (1888—?), окончил Морской корпус (1908), старший лейтенант Гвардейского экипажа. В эмиграции во Франции, умер после 1960 года.

## Награды
- Орден Святого Станислава 2-й ст. (1891)
- Орден Святого Владимира 4-й ст. (1 января 1900)
- Орден Святой Анны 1-й ст. за труды, понесенные по обстоятельствам военного времени (1 января 1906)

## Сочинения
- Полный сборник узаконений о найме рабочих на фабрики, заводы и мануфактуры. — СПб., 1893.
- Полный сборник узаконений о найме рабочих на фабрике, заводы и мануфактуры. — СПб., 1895.
- Промышленная, литературная, художественная и музыкальная собственность. — СПб., 1896
- Устав о промышленности фабрично-заводской и ремесленной и пробирный устав. — СПб., 1896.
- Справочная книга для техников по надзору за паровыми котлами, фабрикантов и заводчиков. — СПб., 1896.
- Полный сборник узаконений о найме рабочих на фабрике, заводы и мануфактуры. — СПб., 1897.
- Полный сборник узаконений о найме рабочих на фабрике, заводы и мануфактуры. — СПб., 1898.
- Справочная книга для техников по надзору за паровыми котлами, фабрикантов и заводчиков. — СПб., 1898.